# Бернина (округ)
Берни́на (нем. Bezirk Bernina) — бывший округ в Швейцарии. 
Округ входит в кантон Граубюнден, расположен южнее перевала Бернина. Занимает площадь 237,30  км². Население — 4685 чел. Официальный код  —  1822.
Существовал до 2015 года. 1 января 2016 года был заменён новым регионом Бернина.

## Коммуны округа
| Район Брусио | Район Брусио | Район Брусио     | Район Брусио | Район Брусио    |
| Герб         | Коммуна      | Население (2005) | Площадь км²  | Официальный код |
| ------------ | ------------ | ---------------- | ------------ | --------------- |
| Брусио       | Брусио       | 1198             | 46,29        | 3551            |

| Район Поскьяво | Район Поскьяво | Район Поскьяво   | Район Поскьяво | Район Поскьяво  |
| Герб           | Коммуна        | Население (2005) | Площадь км²    | Официальный код |
| -------------- | -------------- | ---------------- | -------------- | --------------- |
| Поскьяво       | Поскьяво       | 3487             | 191,01         | 3561            |